# Norašen (Tavowš)
Norašen (in armeno Նորաշեն?) è un comune dell'Armenia di 1 864 abitanti (2010) della provincia di Tavowš. Il paese ha un museo ed un forte.